# Bagagevagn

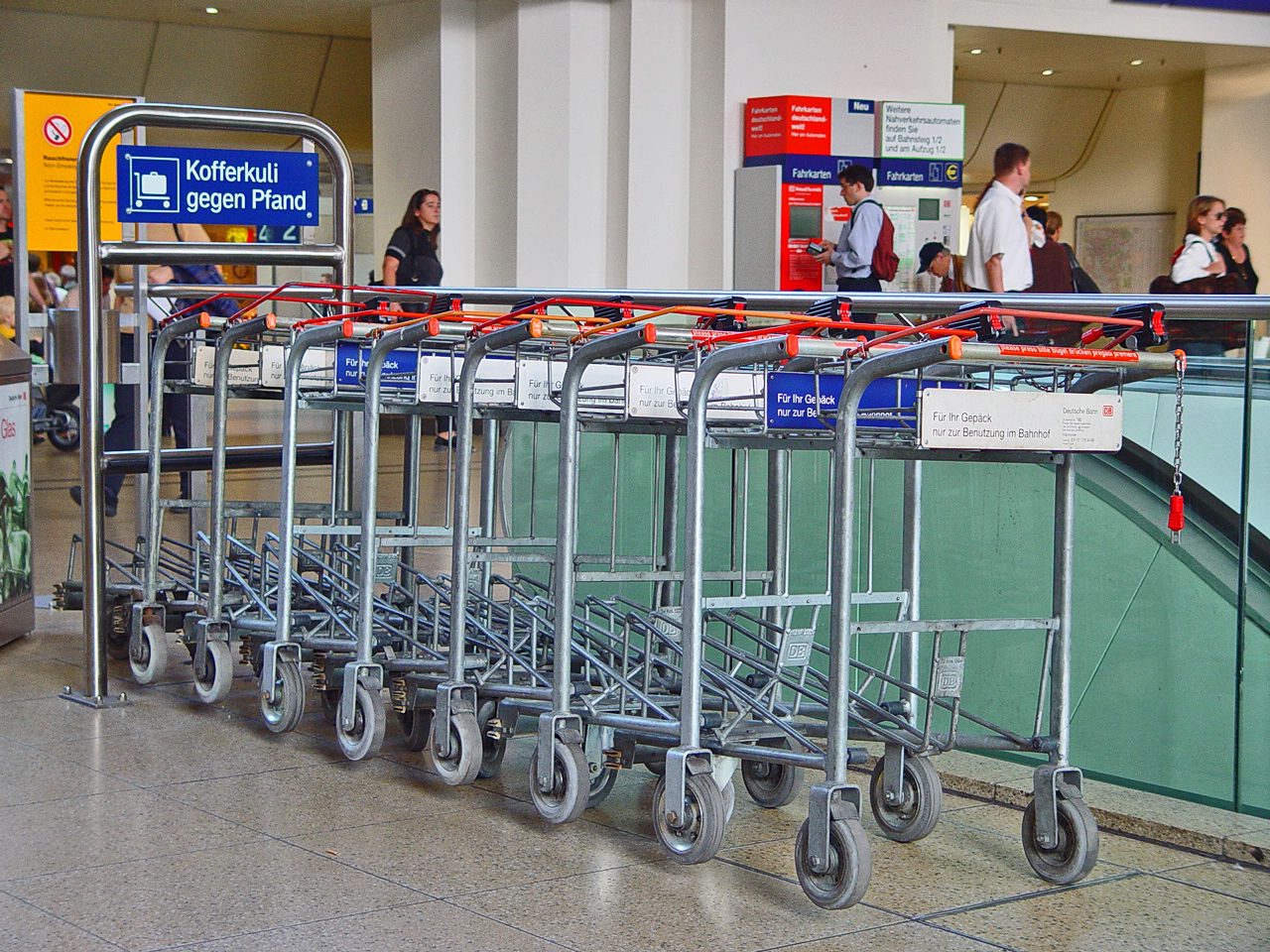
Bagagevagn vid en järnvägsstation i Tyskland

Bagagevagn är ett litet transportdon som dras av resenärer för att få med sig individuellt bagage.